# Phlogophora clava
Phlogophora clava là một loài bướm đêm trong họ Noctuidae.